# Cory Alexander
Pour les articles homonymes, voir Alexander.
Cory Alexander, né le 22 juin 1973 à Waynesboro en Virginie, est un ancien joueur américain de basket-ball. Il évoluait au poste de meneur.